# Parisa Liljestrand
Pour les articles homonymes, voir Liljestrand.
Parisa Liljestrand, née le 15 mars 1983 à Ochnaviyeh, est une femme politique suédoise du Parti modéré de rassemblement. Depuis 2022, elle est ministre suédoise de la Culture dans le gouvernement Kristersson.

## Biographie
Parisa Liljestrand suit une formation d'enseignante à l'université d'Uppsala de 2001 à 2007. Elle est directrice à Vaxholm jusqu'en 2018.
En 2002, elle fonde le parti pro-démocratie directe DemoEx, qui est représenté au conseil municipal de Vallentuna entre 2002 et 2010. En 2010, elle s'investit chez les Modérés. Après les élections de 2018, elle devient présidente du conseil municipal de Vallentuna,. Elle préside également le comité des affaires et du marché du travail de la municipalité, le comité de la planification et de l'environnement, Vallentuna Förvaltning AB et le comité des enfants et des jeunes.
Dans un article paru dans le journal Svenska Dagbladet en 2016, elle déclare qu'elle « saisissait toutes les occasions » de célébrer à la fois les fêtes suédoises et persanes. Elle est pour la protection « du libertaire, des valeurs démocratiques et de l'indépendance, pas des moindres ».